# Hende Vince
Hende Vince (Kecskemét, 1892. április 17. – Budapest, 1957. június 24.) magyar festő.

## Élete, munkássága
Hende Vince és Kerekes Mária fiaként született. Az Iparművészeti Iskolában, majd a gödöllői művésztelepen Körösfői-Kriesch Aladár mellett tanult. Tanulmányutat tett Olaszországban. Öt évig tanított a budapesti Iparművészeti Főiskolán, a Cennini Társaság megalapításában is részt vett. Főként dekoratív jellegű munkákat végzett (üvegablakok: Gellért Fürdő, Széchenyi Fürdő, Belügyminisztérium Kultúrotthona). A Magyar Nemzeti Galéria több akvarelljét őrzi.